# Амитово
Амитово (баш. Әмит) — деревня в Иглинском районе Республики Башкортостан Российской Федерации. Входит в состав Турбаслинского сельсовета. 
Амитово обосновано в 1895 г. где на тот момент, имелось 65 дворов и отмечено 355 человек.  

## География

### Географическое положение
Расстояние до:
- районного центра (Иглино): 22 км,
- ближайшей ж/д станции (Шакша): 13 км.

## Население
| 2002 | 2009 | 2010 |
| ---- | ---- | ---- |
| 47   | ↗50  | ↘37  |

Национальный состав
Преобладающая национальность — татары, проживают также русские.
В быту разговаривают на турбаслинском говоре казанского диалекта татарского языка.